# Arbogast
Flavius Arbogastes vagy Arbogast (? – 394. szeptember 6.) frank származású hadvezér, II. Valentinianus császár idején a magister militum tisztséget viselte, 392–394-ig a Nyugatrómai Birodalom tényleges uralkodója.

## Élete
Életéről keveset tudunk. Arbogast 388-ban lett magister militum, II. Valentinianus és I. Theodosius nevezte ki e tisztségre, miután leszámoltak a trónbitorló Magnus Maximusszal. De facto már II. Valentinianus császár idején is ténylegesen ő irányította a Nyugatrómai Birodalmat, a szenátusban a pogány nemeseket támogatta a keresztényekkel szemben.

## A hatalom megszerzése
II. Valentinianus császár megelégelte a dölyfös hadvezérét és Arbogast 392 májusában megfosztotta magister militum tisztségétől. 392. május 15-én a császárt saját szobájában megfojtva találták meg, Arbogast I. Theodosiusnak úgy üzente meg az esetet, hogy a császár öngyilkos lett. Ez is valószínűvé tette, hogy maga Arbogast fojtotta meg a császárt, ezzel megszerezve a hatalmat. 392. augusztus 22-én a római szenátus Eugeniust választotta meg császárnak, mivel Arbogast frank származása miatt nem lehetett római császár. I. Theodosius nem ismerte el a választást és saját fiát Honoriust nevezte meg a nyugati területek augustusának. I. Theodosius a keresztények zaklatása és a császárgyilkosság megbosszulása valamint a Nyugatrómai Birodalom megszerzése érdekében hadjáratot kezdett Eugenius és Arbogast ellen 394-ben.

## A Frigidus menti csata
394. szeptember 5-én megkezdődött a nyugatrómai seregek és a keletrómai seregek közötti csata, mely a Frigidus folyó mellett zajlott (Frigidus menti csata). Arbogast a csata első napján jól használta ki a védelem előnyeit, és I. Theodosius seregének visszavonulását megakadályozandó, az Alpok völgyeit elzárta és I. Theodosiust bekerítette. Szeptember 6-án az időjárásnak is köszönhetően mégis a keletrómai seregek kerekedtek felül a harcban és Arbogast a kardjába dölt. Eugeniust Theodosius táborában fejezték le. A csata a keresztény Európa győzelmét hozta a pogány kultuszú Róma felett.